# Frangy
Frangy – miejscowość i gmina we Francji, w regionie Owernia-Rodan-Alpy, w departamencie Górna Sabaudia.
Według danych na rok 1990 gminę zamieszkiwało 1521 osób, a gęstość zaludnienia wynosiła 157 osób/km² (wśród 2880 gmin regionu Rodan-Alpy Frangy plasuje się na 562. miejscu pod względem liczby ludności, natomiast pod względem powierzchni na miejscu 1145.).